# Émalleville
Emalleville – miejscowość i gmina we Francji, w regionie Normandia, w departamencie Eure.
Według danych na rok 1990 gminę zamieszkiwało 396 osób, a gęstość zaludnienia wynosiła 95 osób/km² (wśród 1421 gmin Górnej Normandii Emalleville plasuje się na 532 miejscu pod względem liczby ludności, natomiast pod względem powierzchni na miejscu 755).